# Остров Малый Дзендзик и архипелаг Астапиха (памятник природы)
Остров Малый Дзендзик и архипелаг Астапиха — часть Приазовского национального природного парка (с 2010), комплексный памятник природы местного значения (1984-2010), расположенный на крайнем юге Бердянский горсовета (Запорожская область, Украина). Заказник создан 25 мая 1984 года. Площадь — 36 га.

## История
Был создан решением Запорожского облисполкома от 25 мая 1984 года №315. Вошёл в состав Приазовского национального природного парка — заповедной зоны, созданного 10 февраля 2010 года согласно указу Президента Украины Виктора Ющенко.

## Описание
Занимает остров Малый Дзендзик и архипелаг Астапиха в Бердянском заливе Азовского моря, что западнее Бердянской косы.
Заказник создан с целью охраны типичных и уникальных степных и водных природных комплексов северо-западного побережья Азовского моря: островов в Азовском море.
Ближайший населённый пункт — Бердянск.

## Природа
Негативное влияние на естественное состояние природных комплексов оказывают чрезмерный выпас скота, распахивание склонов, рекреация, сбор цветов и выкапывание луковиц.